# Anyphops natalensis
Anyphops natalensis là một loài nhện trong họ Selenopidae.
Loài này thuộc chi Anyphops. Anyphops natalensis được George Newbold Lawrence miêu tả năm 1940.